# استگزدن
استگزدن (به انگلیسی: Stagsden) یک روستا و محله مدنی در بریتانیا است که در Bedford واقع شده‌است. استگزدن ۳۵۴ نفر جمعیت دارد.